# Осада Варны (1828)
Осада Варны — совместная операция русской армии и Черноморского флота по осаде и взятию сильной города-крепости Варна во время русско-турецкой войны 1828—1829 годов. В ходе осады османская армия предприняла деблокирующие действия силами 25-тысячного корпуса Вриони Омер-паши, которые не увенчались успехом. 29 сентября 1828 года гарнизон Варны капитулировал. 

## Ход осады

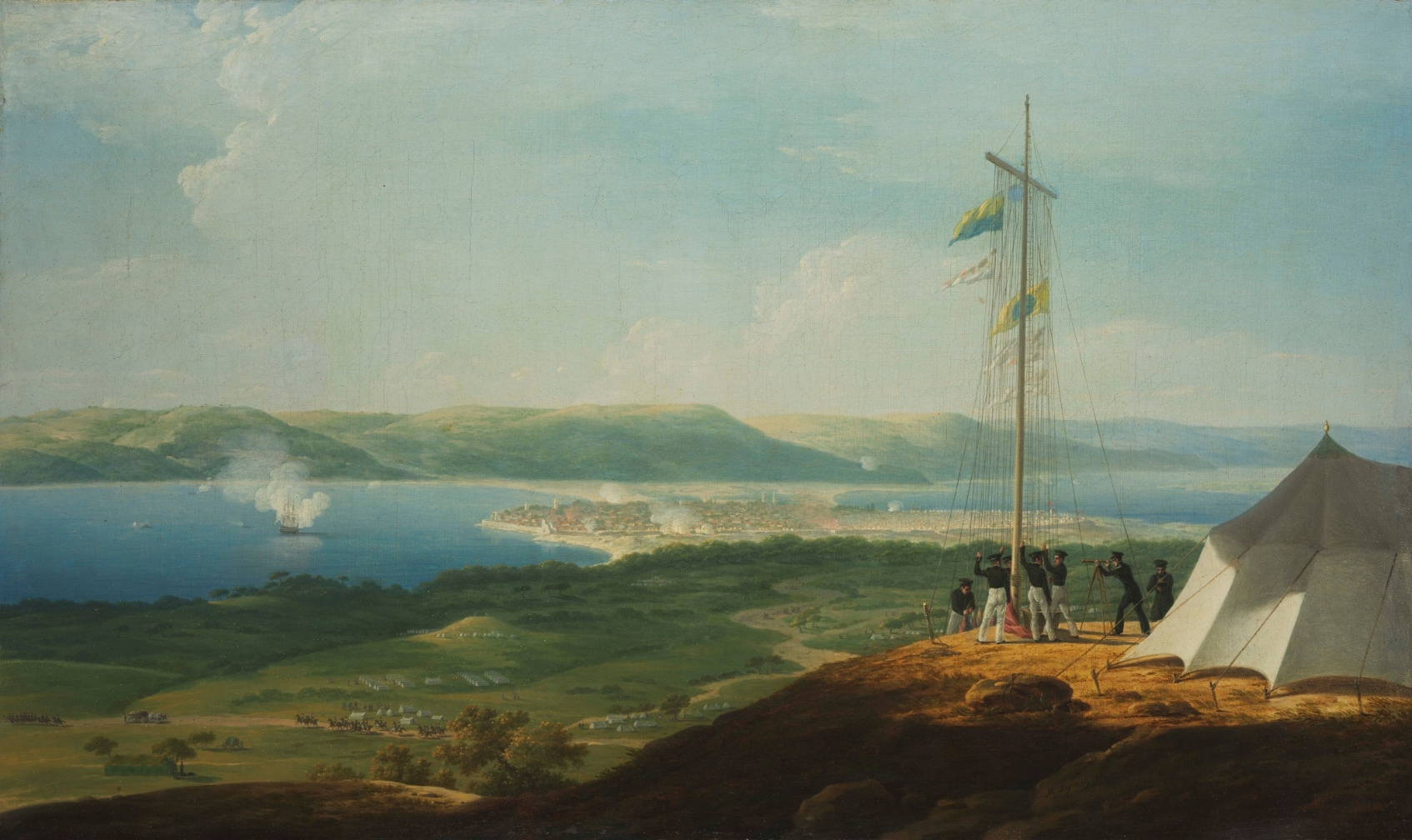
Вид военного телеграфа под Варною, художник М. Н. Воробьёв 1829. В 1828 году Воробьёв состоял при свите Николая I для рисования и писания этюдов по его указаниям. Автор работ: «Вид осады Варны», «Взрыв Варны» и других.

Варна была одной из самых сильных турецких крепостей: на её вооружении было 178 орудий, гарнизон под командой Топал Иззет Мехмед-паша составлял около 15 тысяч человек. Русские войска обложили Варну в конце июля 1828 года, и в ночь с 1 на 2 августа начали постройку осадных батарей. Одновременно с сухопутными войсками к Варне подошла эскадра Черноморского флота под командованием адмирала А. С. Грейга и наглухо заблокировала Варну с моря. Также с русских кораблей был высажен десант в районе Варны.
Первоначально осаду вёл отряд генерал-лейтенанта П. П. Сухтелена, затем осада Варны была поручена генерал-адъютанту А. С. Меншикову, прибывшему с десантными войсками из-под Анапы. После ранения Меншикова осада была поручена генералу от инфантерии М. С. Воронцову; начальником штаба при осаде был В. Н. Шеншин. 
При осаде присутствовал и лично император Николай I, который квартировал на входящем в состав эскадры Грейга линейном корабле «Париж». Император ежедневно получал доклады от войск, и лично посещал позиции осаждающих.
В конце августа из России прибыл Гвардейский корпус и с ним 64 орудия. С его прибытием численность русских войск под Варной возросла до 32 тысяч человек, 118 полевых и 52 морских орудий. Вместе с корпусом к Варне прибыла первая русская ракетная рота (изобретение А.Д. Засядко) под командованием подполковника В. М. Внукова.

## Попытка деблокады
С целью деблокады Варны с юга подошёл 25-тысячный корпус В. Омера-паши. 10 сентября во время усиленной рекогносцировки сводный отряд полковника графа Юзефа Залуского из состава войск генерал-адъютанта Е.А. Головина, блокировавших Варну с юга, был атакован Омер-пашой. Отряд Залуского с большими потерями (погибли 1 генерал, 17 офицеров и 450 нижних чинов) отошёл к основным силам.
13 сентября корпус Омер-паши пересёк реку Камчия. 14 сентября Омер-паша занял позицию на горе Куртепе, в 2 км от отряда генерала Головина, и стал укрепляться. Получил от верховного визиря подкрепления и численность корпуса достигла до 25−30 тыс. человек при 16 орудиях. 16 сентября предпринял атаку на отряд К. И. Бистрома на мысе Галата, поддержанную гарнизоном Варны.
18 сентября генерал герцог Евгений Вюртембергский начал наступление двумя колоннами общей численностью 8476 человек. Одна колонна из 10 эскадронов под командованием Евгения Вюртембергского наступала от Мимисофляра (Приселци), вторая под командованием Н. О. Сухозанета (10 батальонов, 4 эскадрона и 42 орудия) от Гаджи-Гасан-Лара (Бенковски). В 10 часов колонны соединились у турецкого укрепления в седловине, которое заняли без потерь. Турки начали атаку, в ходе контратаки русские войска проникли в укреплённый турецкий лагерь, но были выбиты оттуда. К вечеру отряд Вюртембергского отступил к Гаджи-Гасан-Лару. Войска Бистрома не принимали участие в бою.

Сражение при Куртепе заставило Омер-пашу отказаться от мысли прорваться в Варну и удержало его на месте до конца осады.

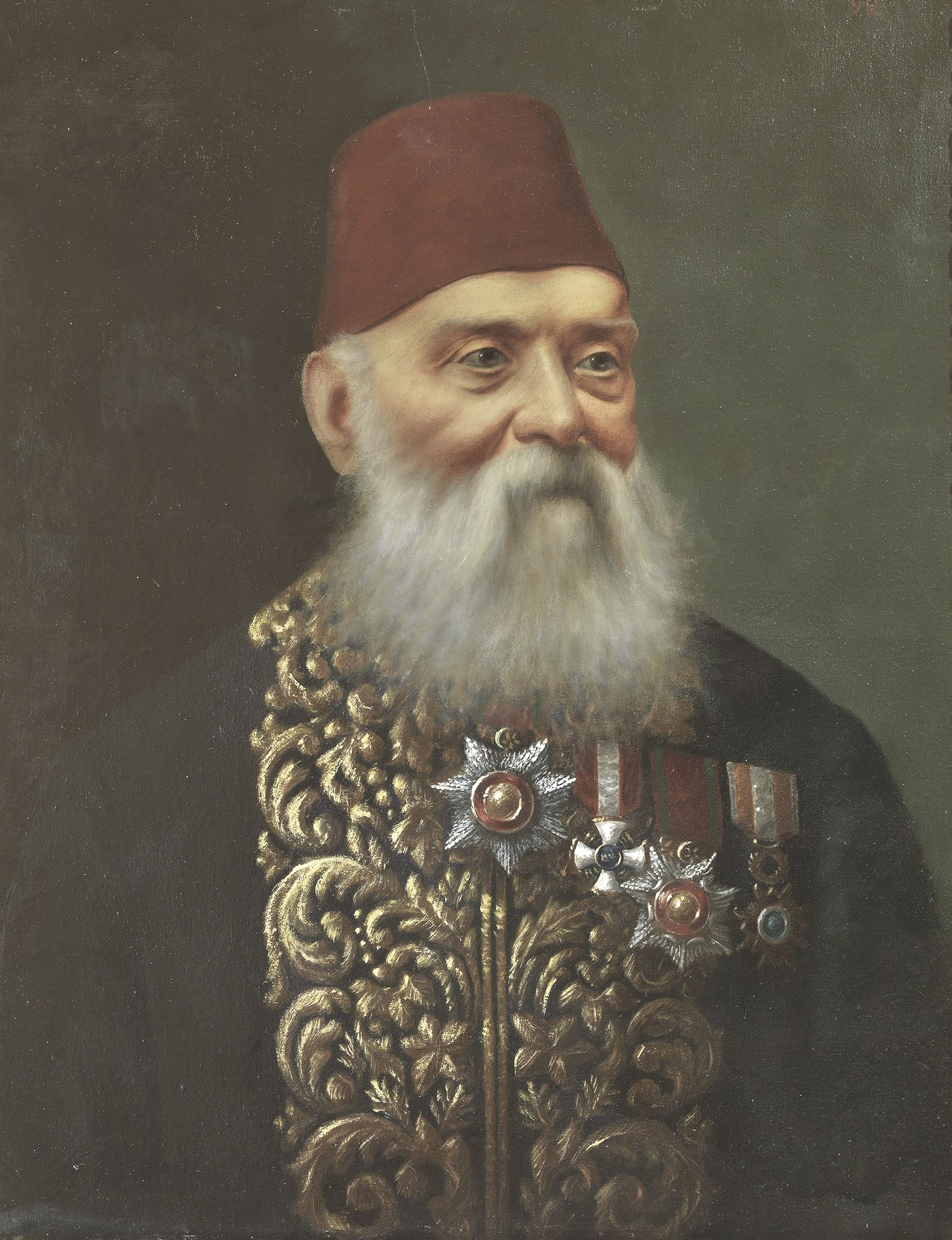
сердар Топал Иззет Мехмед-паша, командир гарнизона Варны
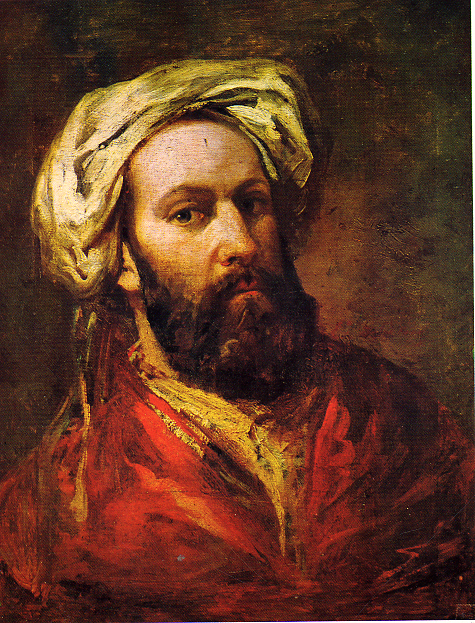
Омер-паша Вриони, командир деблокирующего корпуса
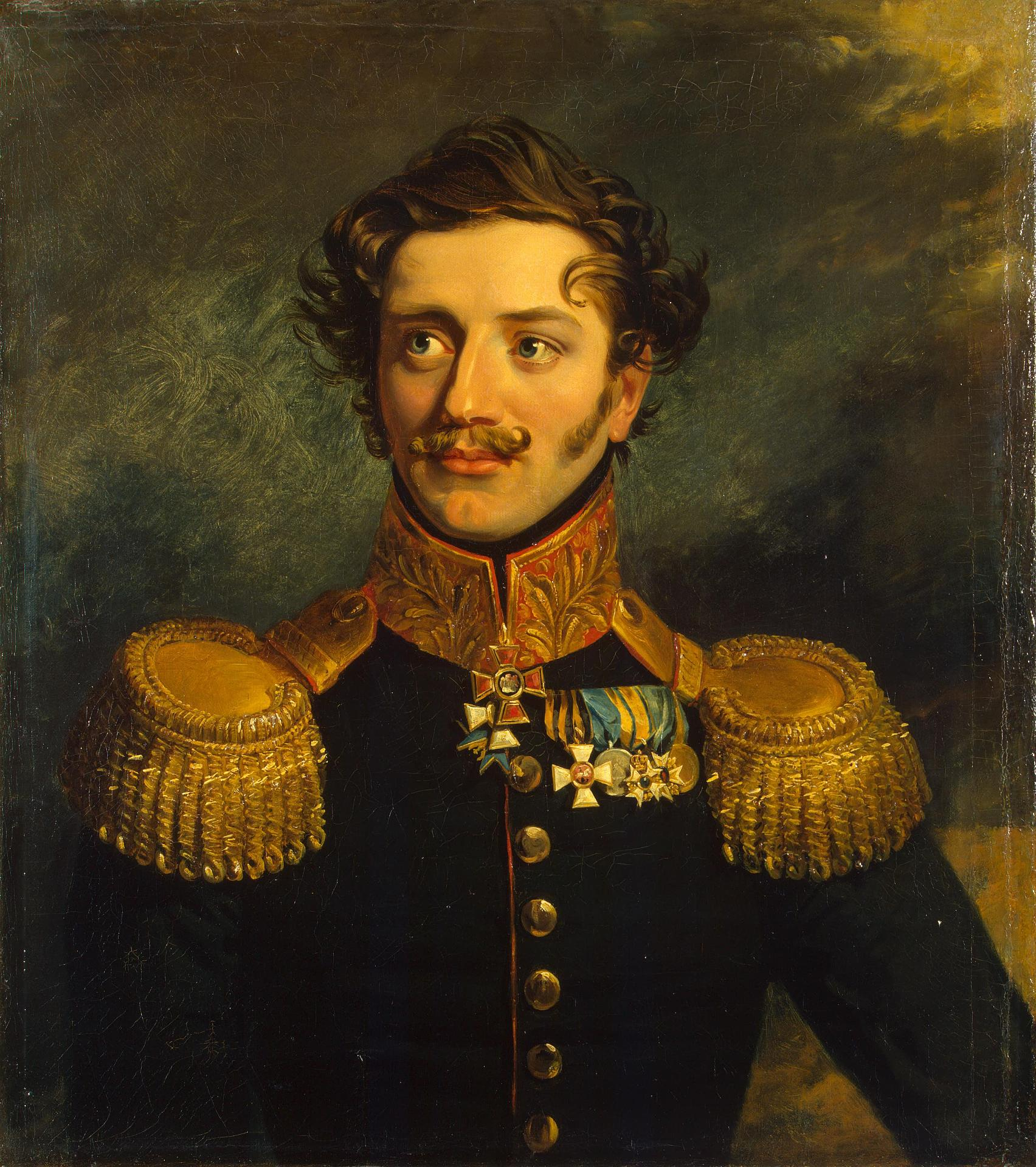
генерал-лейтенант П.П. Сухтелен
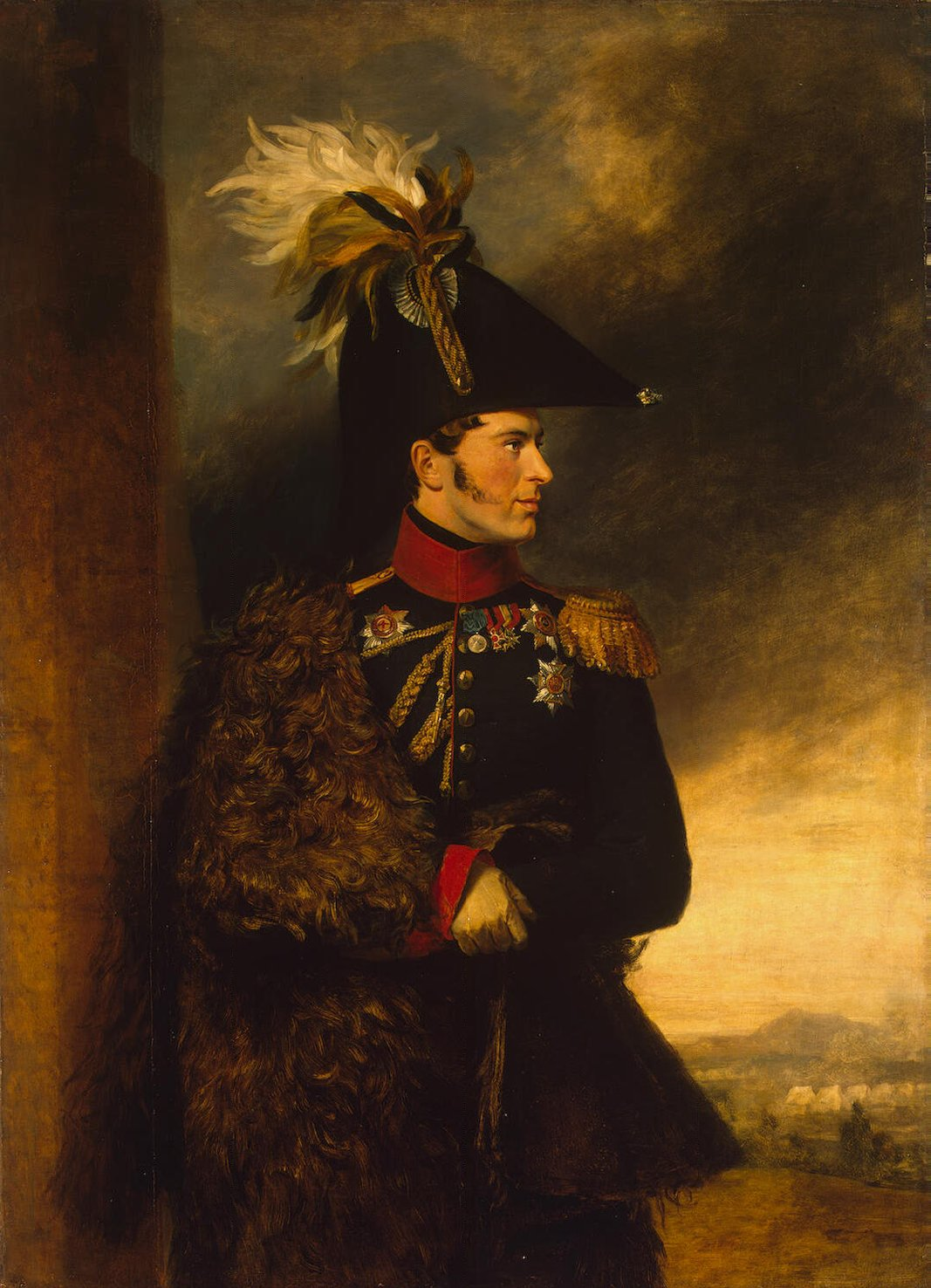
генерал-адъютант А.С. Меншиков
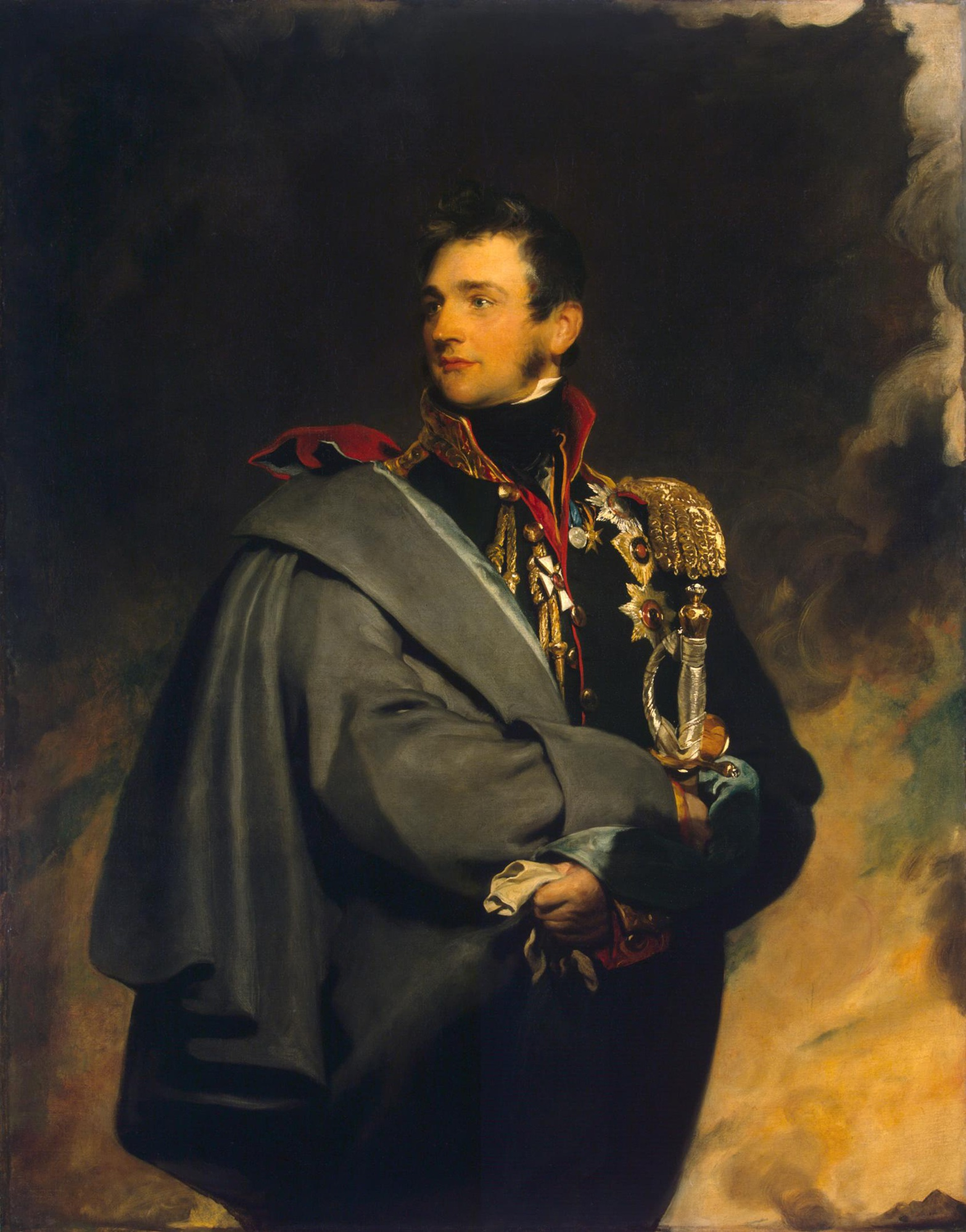
генерал от инфантерии М.С. Воронцов
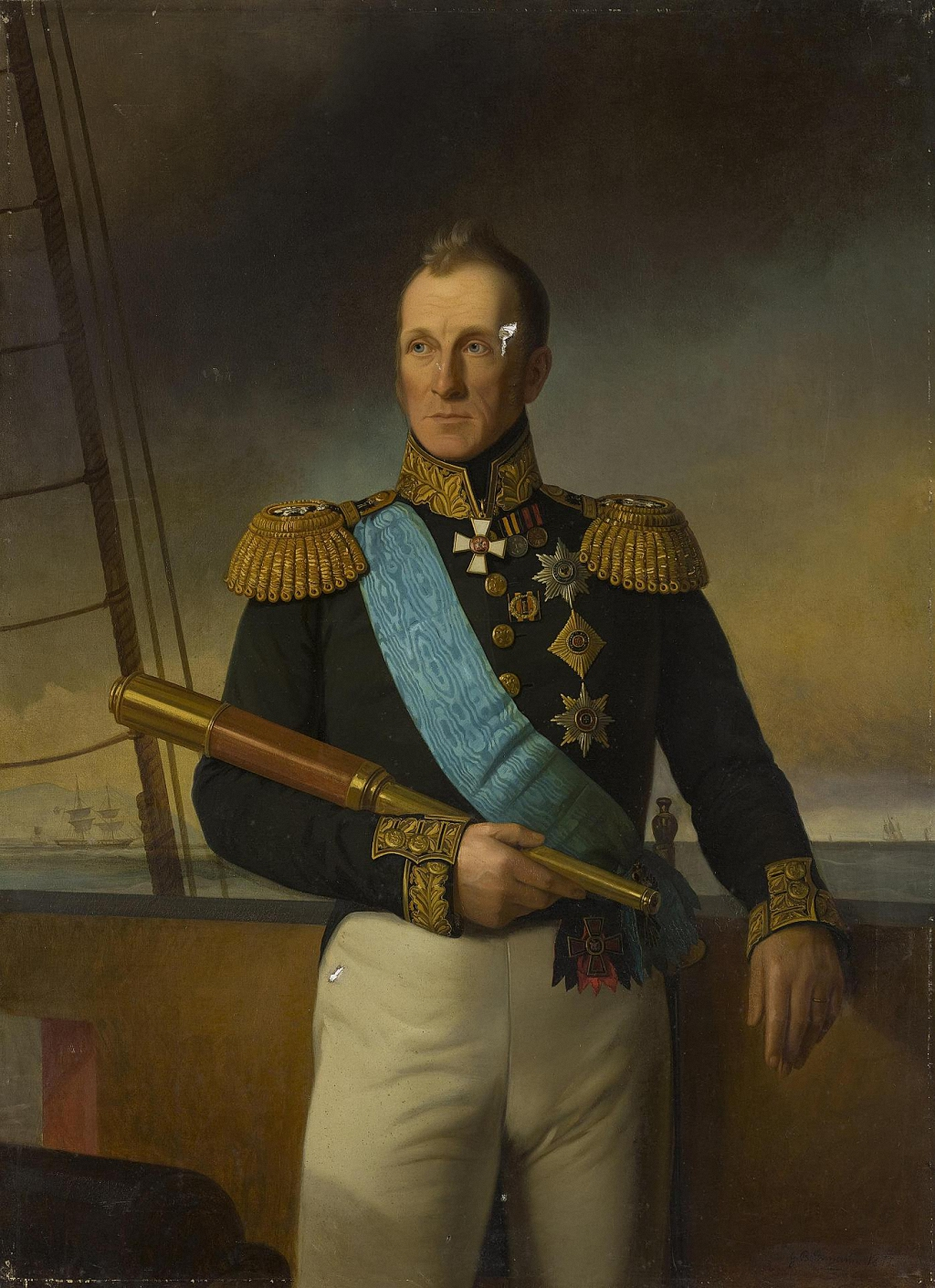
командующий Черноморским флотом адмирал А.С. Грейг

## Сдача крепости
Параллельно с непрекращающимися ракетно-артиллерийскими бомбардировками, русские начали минную войну. К 20 сентября были заложены мины под 1-й и 2-й бастионы, которые после их взрыва 21 и 22 сентября образовали широкие и удобные для атаки обвалы стен. 25 сентября русские войска штурмом овладели 1-м бастионом и установили на нём сильную батарею для флангового обстрела крепостных батарей. Турецкий гарнизон предпринял яростную контратаку и отбил 1-й бастион, но дальнейшее продвижение турок остановил картечный огонь русской артиллерии. Тяжёлое положение гарнизона вынудило турецкое командование пойти на переговоры, которые завершились 29 сентября капитуляцией Варны. Русские войска взяли в плен до 6 тысяч человек. После сдачи крепости Омер-паша отступил, преследуемый русскими войсками.

## Память
В честь взятия Варны получили названия два корабля русского флота. 60-пушечный фрегат «Варна» вошел в состав Черноморского флота в августе 1830 года и погиб во время шторма в устье реки Сочи 31 мая 1838 года. 84-пушечный линейный корабль «Варна» вошел в состав Черноморского флота в июле 1842 года и 11 сентября 1854 года был затоплен на Севастопольском рейде.